# Molophilus (Molophilus) spiculatus spiculatus
Molophilus (Molophilus) spiculatus spiculatus is een ondersoort van de tweevleugelige Molophilus (Molophilus) spiculatus uit de familie steltmuggen (Limoniidae). De ondersoort komt voor in het Nearctisch gebied.